# Comic Neue
Comic Neue（コミック ノイエ）は、2014年にリリースされたカジュアルなスクリプト。クレイグ・ロジンスキとフラント・パパジアンによってデザインされたこの書体は、どこにでもある書体だが、しばしば批判されるComic Sansをよりモダンで洗練されたものにデザインしている。

## デザイン

Comic SansとComic Neueの比較。ロジンスキは新しい書体を作るにあたり、ストロークをより直線的で規則正しくした。

Comic Neueは、日本在住のオーストラリア人グラフィックデザイナーであるクレイグ・ロジンスキが、1990年代にヴィンセント・コナーレが制作し物議を醸したマイクロソフトのフォント・Comic Sansに似た非公式のスクリプトを作りたいと考え、デザインしたものである。Comic Sansは、「世界で最も非難された書体」と呼ばれている。ロジンスキは、Comic Sansを現在の世代にふさわしいものにアップデートし、「タイポグラフィに詳しい人たち」を含め、より広く受け入れられるものにすることを目指している。また、Comic Sansのオリジナルのグリフをベースに、新しい書体を作るために「叩いて形作る」デザインを行っている。ロジンスキは、オリジナルの字形をより洗練されたものにし、「Comic Sansの人気の秘密である誠実さを保ちつつ、簡単に失敗できない（オリジナルの）バージョン」を作りたいと考えていた。
Comic Sansを「救う」ことを思いついたとき、ロジンスキはこのプロジェクトを1か月で終わらせようと考えていたが、実際には3年かかっている。当初は冗談のつもりでこの書体を企画したが、すぐに真剣になり始め、
The MicroFoundryのフラント・パパジアンに、ファミリー内の全12書体のアウトライン、スペーシング、カーニングの改良を依頼した。Comic Neueは2014年4月にリリースされ、英語以外の言語に対応する書体拡張のために始めたKickstarterのクラウドファンディングでは、1万ドルの資金調達に成功した。オリジナルの書体は公式ウェブサイトから無料でダウンロードできるが、ロジンスキは今後、より完成度の高いものを販売する可能性を示唆している。また彼は、アドビのTypekitのような書体制作会社やオンライン書体ライブラリに取り上げられてもらえることを望んでいると語っている。

## 派生
この書体はもともと、Comic NeueとComic Neue Angularの2種類のバリエーションでリリースされた。後者は、各ストロークの末尾に丸みを帯びた端末を角ばらせたものである。ロジンスキは、Angularのバーションを「幸せな事故」だったと主張している。いずれもボールド、レギュラー、ライトのウェイトがあり、各ウェイトにはローマン体とイタリック体のフォントが用意されている。
リリース直後、他のヨーロッパ言語にも対応した書体を開発する計画が発表された。

## 評価
この書体に関する解説は、ほとんどが好意的なものばかりであった。Co.Designのジョン・ブラウンリーは、Comic NeueはComic Sansを洗練させながら、カジュアルさを保つことに成功していると感じ、「Comic Sansがペン使いの上手な10歳の子供の手書きの文字に似ているとすれば、Comic Neueは同じ子供が高校3年生になった時のブロックレタリングだろう」と書いている。CNETのアマンダ・クーザーは、Comic Neueを「Comic Sansのより魅力的で世俗的な兄弟」と評し、この新しい書体は「とても評判の悪い」オリジナルを見事に挽回したと論評している。ワシントン・ポストの記者であるケイトリン・デューイも、Comic Neueはオリジナルの書体より改善され、Comic Sansを「再びクールなものにした」と感じている。ハフィントン・ポストのタイラー・マッカーシーは、Comic Neueを単に「Comic Sansが少し尖ったバージョン」と表現しているが、ジェイコブ・カストレネークスはザ・ヴァージで、「スタイリッシュで細いけれども、遊び心のあるカールとしたフォントで、Comic Sansよりも読みやすい」と表現している。
一方で、オリジナルのベタさ、素人っぽさを残したフォントという批判もある。コミック・ブックの作家であるマーク・エヴァニーアは、この書体はComic Sansより改善されているが、それでもプロの漫画家の水準には達していないと述べている。エヴァニーアは、書体は大文字と小文字を一緒に使うとうまく機能するが、漫画の文字として一般的なオールキャップスで使うとそうはいかなかったという。Comic Sansの原案者であるヴィンセント・コナーレは、Comic Neueにはカジュアルさが足りないと考えていた。ロジンスキは、この書体に関する批判は、一般人よりもむしろ書体デザイナーから多く寄せられたと述べている。